# San Miguel (vulcano)
Il vulcano San Miguel (noto anche come Chaparrastique) è localizzato nel comune salvadoregno di San Miguel, a circa quindici Km dalla cittadina omonima.
Fa parte dell'Arco vulcanico dell'America centrale.

## Attività eruttiva nel 2013

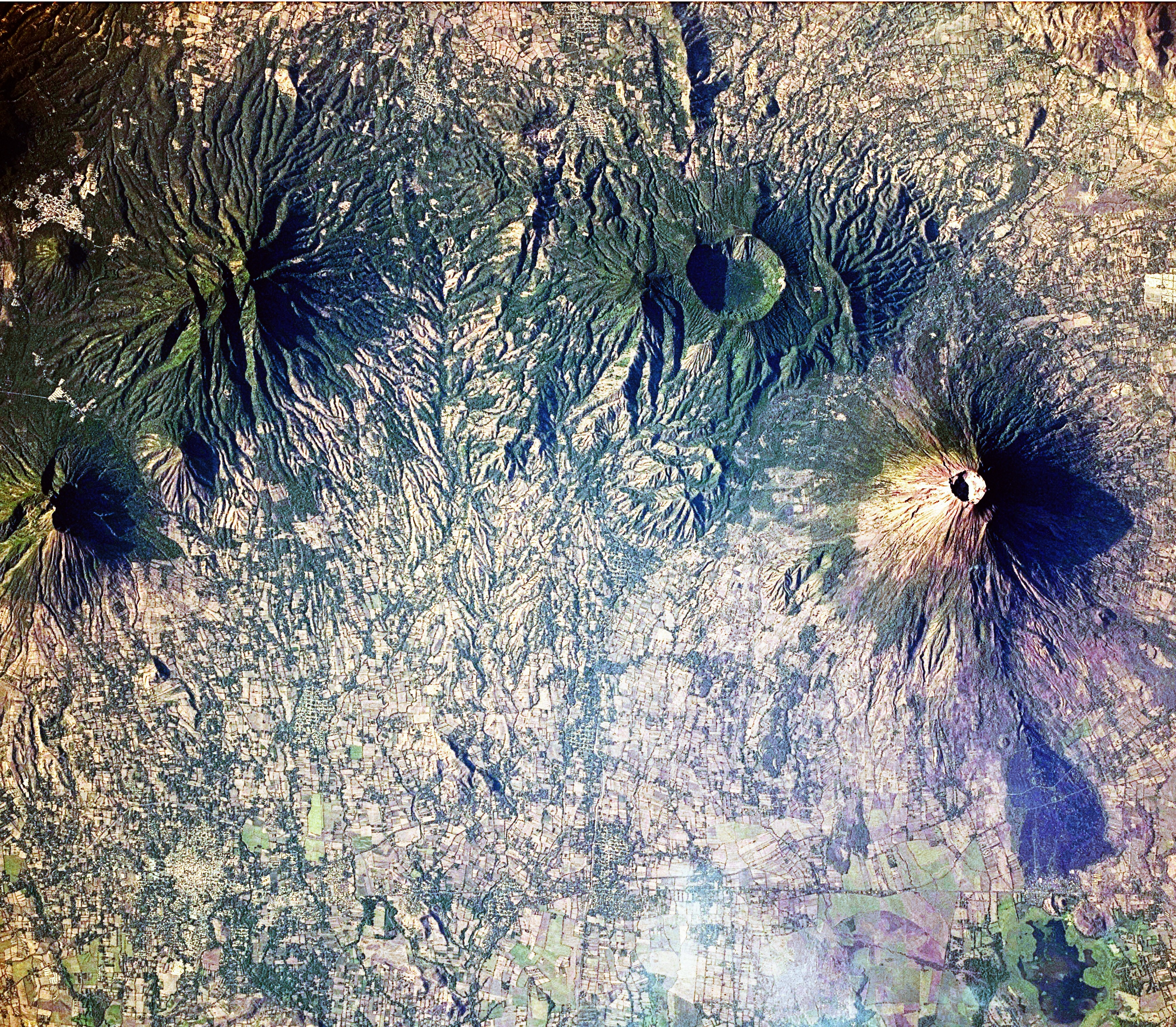
Fotografia aerea che include i vulcani Usulután, El Tigre, Chinameca e San Miguel.

Il 29 dicembre 2013 verso le 10.30 locali è avvenuta una violenta esplosione accompagnata dall'emissione di cenere e fumo. Tutta la popolazione dell'area attorno al vulcano ha lasciato le abitazioni .